# Pseudopieris nehemia
Pseudopieris nehemia är en fjärilsart som först beskrevs av Jean Baptiste Boisduval 1836.  Pseudopieris nehemia ingår i släktet Pseudopieris och familjen vitfjärilar. Inga underarter finns listade.

## Bildgalleri

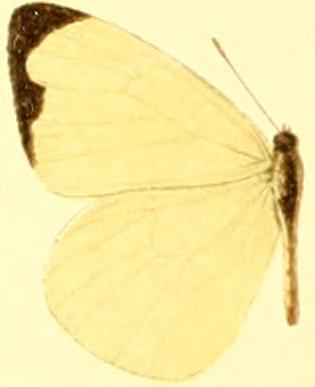